# Драгиша Шарић
Драгиша Шарић (Бијељина, 27. јануар 1961. — Пула, 19. јул 2008) је био српски кошаркаш и тренер.

## Биографија
Шарић је кошарком почео да се бави у родној Бијељини одакле долази на студије у Београд и почиње сениорску каријеру. Прво је играо за нижелигаша Ушће а касније је наставио у београдском Радничком и Војводини пре него што је дошао у Партизан са којим је освојио титулу европског првака 1992. Након одласка из црно-белих играо је у мађарском Хонведу, Беобанци а пред крај каријере је играо и на Исланду.
Након завршетка играчке каријере постао је тренер. Радио је прво као помоћник у Лавовима, НИС Војводини да би након тога био главни тренер у екипама Ушћа и Мега Аква Монта. У сезони 2007/08. радио је као помоћник у Партизану.
Преминуо је 19. јула 2008. на летовању у Пули.

## Трофеји
- Партизан :
  - Евролига (1) : 1991/92.
  - Првенство Југославије (1) : 1991/92.
  - Куп Југославије (1) : 1992.